# Katsuragi
Katsuragi (japanska: 葛城市?, Katsuragi-shi) är en stad i Nara prefektur i Japan. Staden fick stadsrättigheter 2004.